# 岡田村 (長野県)
岡田村（おかだむら）は、1954年まで長野県中西部に存在した村。1954年8月1日に昭和の大合併で松本市に編入された。

## 歴史
- 1875年（明治8年）1月23日 - 筑摩県筑摩郡横田村・大村・水汲村・岡田町村・伊深村・三才山村・洞村・惣社村・原村・稲倉村・松岡村・下岡田村・浅間村が合併して岡本村となる。
- 1876年（明治9年）8月21日 - 岡本村が長野県の所属となる。
- 1879年（明治12年）1月4日 - 郡区町村編制法の施行により、東筑摩郡の所属となる。
- 1882年（明治15年）2月24日 - 岡本村が分割して横田村・大村・水汲村・岡田町村・伊深村・三才山村・洞村・惣社村・原村・稲倉村・松岡村・下岡田村・浅間村となる（横田村・大村・水汲村・三才山村・洞村・惣社村・原村・稲倉村・浅間村は後に本郷村の一部となる）。
- 1889年（明治22年）4月1日 - 町村制の施行により、岡田町村・伊深村・松岡村・下岡田村の区域をもって岡田村が発足。
- 1954年（昭和29年）8月1日 - 松本市に編入。同日岡田村廃止。

北国西街道が通り、岡田町に岡田宿が置かれていた。

## 行政
- 廃止時の村長：芦田嘉貴（1951年4月23日就任）

## 教育
- 岡田村立岡田小学校
- 組合立女鳥羽中学校